# Matthew Kelly

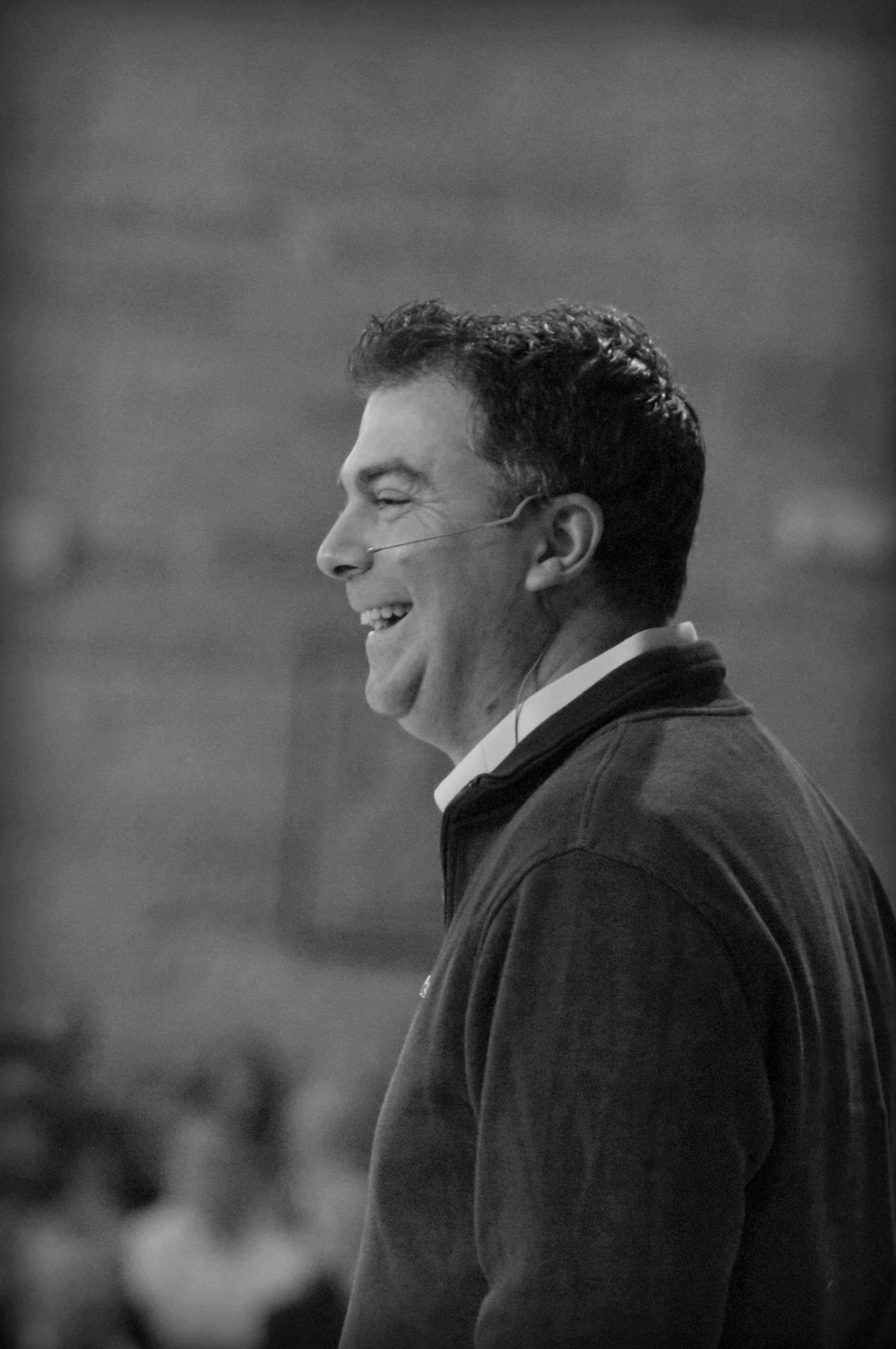
Matthew Kelly, 2015

Matthew Kelly (* 12. Juli 1973 in Sydney, Australien) ist ein katholischer Motivationsredner, Prediger, Berater und Autor. Seit 1993 veröffentlichte er 14 Bücher, die in 25 Sprachen übersetzt wurden. Vortragsreisen führten Kelly bisher in über 50 Länder.
1995 gründete Kelly die Matthew Kelly Foundation, einen karitativen Verein.